# Laviva
Laviva ist eine monatlich erscheinende Corporate-Publishing-Zeitschrift der Rewe Group. Sie wird in über 6.500 Märkten des Unternehmens sowie 500 Flughafen- und Bahnhofsbuchhandlungen verkauft. Die Zeitschrift beschäftigt sich primär mit den Themen Mode, Schönheit, Kochen, Leben, Wohnen, Reisen und enthält Produktempfehlungen und Gutscheine von Rewe.

## Geschichte
Die erste Ausgabe der Zeitschrift ist am 1. Oktober 2008 erschienen, der Verkaufspreis betrug 80 Cent. Produziert wurde die Zeitschrift zunächst von der Medienfabrik, einer Tochtergesellschaft von Bertelsmann. Ab 2010 wurde sie von G+J Corporate Editors produziert, das als Tochtergesellschaft von Gruner + Jahr ebenfalls zu Bertelsmann gehörte. Zum 1. Januar 2016 wurden G+J Corporate Editors und Medienfabrik zu Territory zusammengeschlossen, das eine Tochtergesellschaft von Gruner + Jahr ist. Chefredakteurin der Zeitschrift ist seit Dezember 2013 Nina Grygoriew.

## Auflage
Laviva hat ab 2015 erheblich an Auflage eingebüßt. Die verkaufte Auflage sank von 379.079 Exemplaren im ersten Quartal 2009 auf 231.786 Exemplare im ersten Quartal 2019, ein Minus von 38,9 Prozent. Seitdem werden die Auflagenzahlen nicht mehr an die IVW gemeldet.

## Zielgruppe
Die primäre Zielgruppe der Kundenzeitschrift sind Frauen. Nach eigenen Angaben sind sie zwischen 29 und 59 Jahre alt, „konsumfreudig“, einkommensstark und leben schwerpunktmäßig in Städten mit über 500.000 Einwohnern. Mit der Kundenzeitschrift möchte Rewe laut eigenen Angaben eine Verbindung zwischen einer klassischen Frauenzeitschrift und dem Verkauf durch Produktempfehlungen und die Beilage von Rabattcoupons herstellen.
Mit der Veröffentlichung der Erstausgabe ging auch die eigene Website online, auf der die in der jeweilig aktuellen Ausgabe behandelten Themen aufgegriffen werden.
Laut IVW erfolgten im Juni 2016 156.214 Seitenbesuche. Das sind 31.132 Besucher (+24,89 %) mehr, als im Juni 2015.
Nach dem dramatischen Einbruch auf 17.682 Besuche wurde auch für die Online-Version die Mitgliedschaft beim IVW im Mai 2019 beendet.

## Kritik
Hubert Burda Media kündigte unmittelbar nach der ersten Ausgabe an, eine einstweilige Anordnung gegen das Magazin erwirken zu wollen. Sowohl Motto als auch graphische Gestaltung seien zu sehr der Zeitschrift freundin nachempfunden.
Das Medienmagazins DWDL schrieb, die Zeitschrift lasse ihre Herkunft aus der Rewe Group zu sehr durchscheinen und könne daher nicht als ernstzunehmende Frauenzeitschrift betrachtet werden. Grund dafür seien die exzessive Menge an Produktempfehlungen und werblich formulierten Texte, die dem Charakter einer Kundenzeitschrift vollends gerecht werden, jedoch nicht dem einer Frauenzeitschrift entsprechen.